# Neteczynci
Neteczynci (ukr. Нетечинці) – wieś na Ukrainie, w obwodzie chmielnickim, w rejonie chmielnickim, w hromadzie Wińkowce, nad Riwem. W 2001 roku liczyła 1166 mieszkańców.